# Ź

Ilustrace

Ź (minuskule ź) je písmeno latinky. Vyskytuje se v polštině, dolnolužické srbštině, černohorštině, slezštině, latince běloruštiny, vilamovštině, romštině a votštině. Jako součást digrafu Dź je i v hornolužické srbštině. Znak je složen z písmene Z a čárky.
V polštině, dolnolužické srbštině a černohorštině se ź vyslovuje jako znělá alveolopalatální frikativa [ʑ]. V běloruštině a votštině jako palatalizované z, tedy [zʲ] (ekvivalent v cyrilici зь).
V HTML a Unicode mají písmena Ź a ź tyto kódy:
- Ź: &#377; – U+0179
- ź: &#378; – U+017A